# Sphinx chisoya
The Chisoya Sphinx (Sphinx chisoya) là một loài bướm đêm thuộc họ Sphingidae. Nó được tìm thấy ở tropical và subtropical lowlands from miền nam Texas to México.
Sải cánh dài 70–82 mm. 